# Törökkoppány
Törökkoppány – wieś w powiecie Tab w komitacie Somogy na Węgrzech.